# Albert Minier
Albert Minier, né le 20 juin 1857 à Souvigny (Allier) et mort le 2 novembre 1931 à Souvigny, est un homme politique français.

## Biographie
Industriel, maître de verrerie, il est maire de Souvigny et conseiller général. Il est député de l'Allier de 1903 à 1910, inscrit au groupe Radical-socialiste. 